# Ван Мэн (шорт-трекистка)
Ван Мэн (кит. упр. 王濛, пиньинь Wang Meng, род. 10 апреля 1985 года в Цитайхэ провинции Хэйлунцзян) — китайская шорт-трекистка. Единственная 4-кратная чемпионка зимних Олимпийских игр в истории Китая и 20-кратная чемпионка мира. Окончила Китайский университет Жэньминь, 	Харбинский институт физического воспитания.

## Ранняя жизнь
Ван Мэн родилась в Цитайхэ. Её отец, Ван Чуньцзян, - шахтер, а мать, Чжан Сяосяо, работала в суде. В детстве она была живой и активной, и проявила выдающийся ледовый талант в начальной школе. В конце 1994 года 10-летняя Ван Мэн была замечена тренером по шорт-треку в любительской спортивной школе. В начале 1995 года Ван Мэн начала свою карьеру конькобежца. Когда она впервые пришла на каток, то из-за своих маленьких ножек она не могла найти подходящие для неё коньки. Её тренер Ма Цинчжун нашёл ей коньки с большим трудом.
Тренировочные дни в Академии любительского спорта Цитайхэ были очень трудными. Ван Мэн и её товарищи по команде имели плохие условия питания и проживания. Члены команды жили в старом разрушенном доме в старом районе. В доме не было отопления, только глиняные горшки. Из-за сложных условий, чтобы содержать детей, команда в то время брала всего 130 юаней в месяц, но даже в этом случае треть игроков не могла заплатить. Еда в спортивной школе была не очень хорошая.
В команде по физической подготовке Ван Мэн была самая молодая, но также была очень сильна в тренировках и соревнованиях. К концу 1997 года её результат в прыжках в длину стоя достиг 2,15 метра, а результат на коньках в беге на 500 метров составил 57 секунд, что было первым среди игроков того же возраста в городе Цитайхэ.

## Спортивная карьера
В 1998 году Ван Мэн поступила в спортивную школу провинции Хэйлунцзян и училась у тренера Фань Хунвэня. Ван Мэн, которой в то время было 13 лет, была в подростковом возрасте, её тело начало набирать вес, и стало неуклюжим на льду. Тренер Фань сразу же предложил ей разумный способ похудеть, и посоветовал ей самой сделать “Я хочу потренироваться”. 
В 2000 году, в возрасте 16 лет Ван Мэн соревновалась в той же группе, что и Ян Ян (A), она выиграла бронзовую медаль в беге на 1500 метров на Национальных играх, а затем была приглашена в национальную сборную. В январе 2002 года дебютировала в юниорском чемпионате мира в Чхунчхоне, где стала чемпионкой мира в беге на 500 м и заняла 2-е место в общем зачёте многоборья.
В феврале 2003 года на зимних Азиатских играх в Аомори Ван Мэн выиграла серебряную медаль в беге на 500 м и на чемпионате мира в Варшаве и в эстафете завоевала золотую медаль, а в личном многоборье заняла 9-е место. На командном чемпионате мира в Софии также взяла серебряную медаль. На Кубке мира в сезоне 2003/04 в общем зачёте заняла 3-е места в беге на 1000 м и 1500 м, 2-е место в беге на 500 м и 3-е место в зачёта Кубка. 
В 2004 году на чемпионате мира в Гётеборге выиграла на дистанции 500 м и стала серебряным призёром в индивидуальном многоборье, и на командном чемпионате мира в Санкт-Петербурге вновь выиграла серебряную медаль. На Кубке мира в сезоне 2004/05 она стала 1-й в общем зачёте и 1-й в беге на 500 м, а также заняла 2-е места на дистанциях 1000 м и 1500 м по итогам сезона.
В начале марта на чемпионате мира среди команд в Чхунчхоне в третий раз подряд выиграла серебряную медаль, а следом на чемпионате мира в Пекине Ван Мэн поднялась на подиумы на всех дистанциях, но в итоге осталась на 4-м месте в общем зачёте. В октябре на 10-й Спартакиаде народов КНР в Цзянсу выиграла золото в беге на 500 м, в многоборье и в эстафете.
В сезоне 2005/06 годов она вновь выиграла Кубке мира на дистанциях 500 м и 1000 м в общем зачёте.

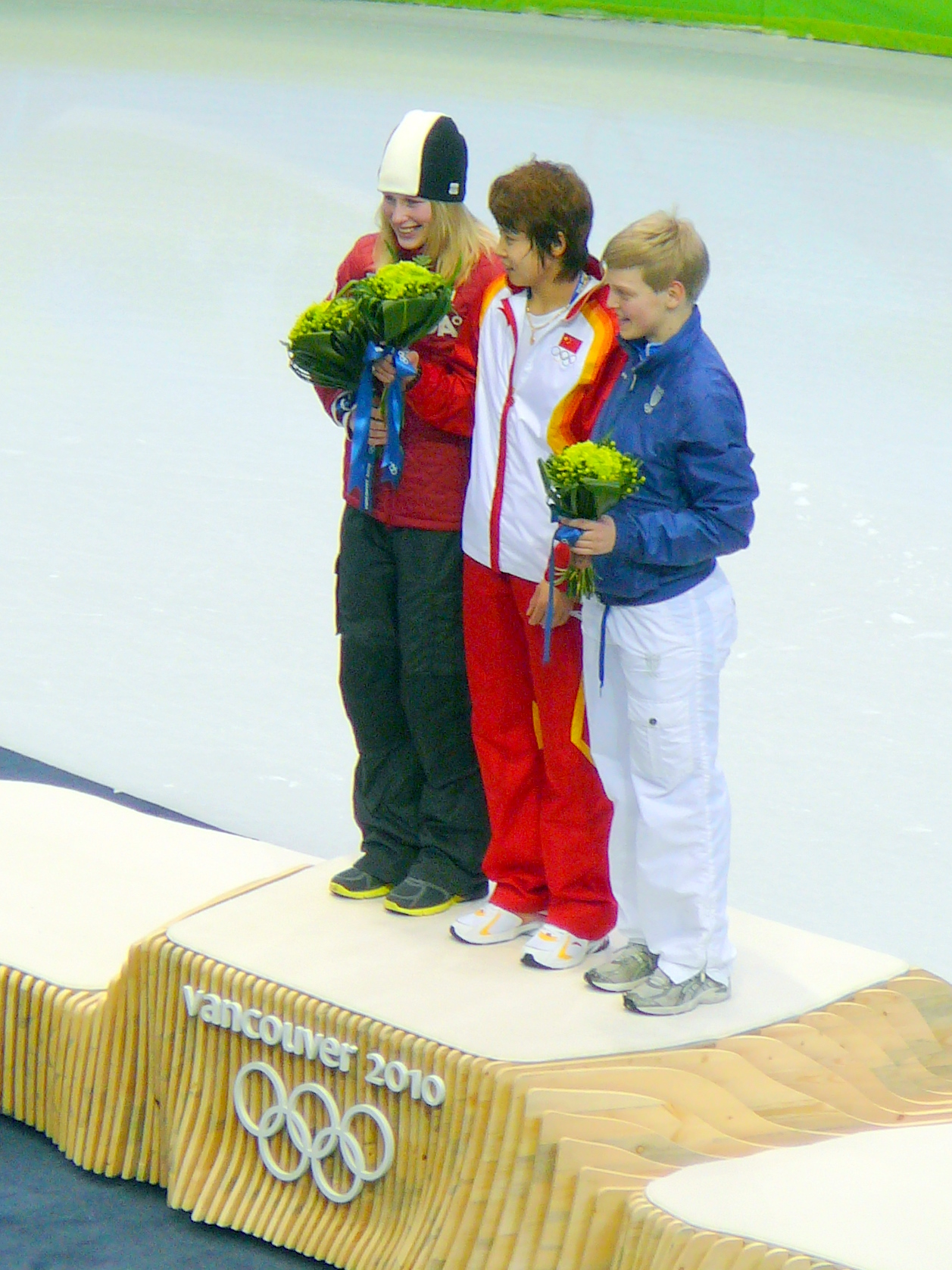
Пьедестал почёта на дистанции 500 м на Олимпиаде в Ванкувере. Ван Мэн в центре

Ван Мэн стала первой олимпийской чемпионкой от Китая в зимних видах спорта. На зимних Олимпийских играх 2006 года в Турине она выиграла три медали — золотую, серебряную и бронзовую на дистанциях 500, 1000 и 1500 метров соответственно, а также со своей командой заняла восьмое место в эстафете. После на командном чемпионате мира в Монреале заняла 2-е место с партнёршами. 
В марте 2006 года на чемпионате мира в Миннеаполисе выиграла вторую серебряную медаль в личном зачёте многоборья и золотую в эстафете. В Кубке мира в сезоне 2006/07 заняла 1-е место в общем зачёте в беге на 500 м в третий раз подряд. В феврале 2007 года на зимних Азиатских играх в Чанчуне выиграла 1-е, 2-е, и 3-е места на дистанциях 500, 1000 и 1500 м соответственно, а также выиграла с командой в эстафете.
На играх она выступила с публичным обвинением против Ли Янь, главного тренера китайской команды по шорт-треку, которая только что вступила в должность, в связи с принятием нового метода тренировок, интенсивность которых внезапно возросла. После чего Ли Янь исключила Ван Мэн из национальной команды.. Она пропустила оба чемпионата мира в 2007 году. Она выиграла вновь общий зачёт Кубка мира 2007/08 годов в беге на 500 м и стала 2-й в беге на 1000 м.
В 2008 году Ван Мэн сошлась во мнениях с тренером и вновь стала капитаном национальной команды. Зимой на 11-х Национальных играх она подряд выиграла семь золотых медалей, став первым человеком, выигравшим все гонки. В марте на чемпионате мира в Канныне впервые стала абсолютной чемпионкой мира, выиграв на всех дистанциях. Тогда же на командном чемпионате мира в Харбине с товарищами одержала победу.
В марте 2009 года на чемпионате мира в Вене Ван Мэн выиграла на дистанциях 500 м, 1000 м и многоборье. В то же время женская сборная Китая также выиграла чемпионат в эстафете. Впоследствии, на командном чемпионате мира в Херенвене привела команду к успешной победе в чемпионате. В апреле на национальном  чемпионате Ван Мэн также завоевала 5 золотых медалей в беге на 500 м, 1000 м, 1500 м, женской эстафете и в многоборье.
В сентябре на Кубке мира в Китае выиграла в беге на 500 м с мировым рекордом 43,430 сек. В общем зачёте Кубка мира сезона 2009/10 годов она также выиграла на дистанциях 500 м и 1000 м. В феврале 2010 года зимних Олимпийских играх в Ванкувере Ван Мэн выиграла 3 золотых награды на дистанциях 500 и 1000 м, а также в эстафете, став одной из главных героинь Игр. Интересно, что в предварительных забегах на дистанции 500 метров Ван Мэн за один день дважды обновляла олимпийский рекорд.
После Олимпийских игр в Ванкувере 4-кратная олимпийская чемпионка заявила, что собирается завершить спортивную карьеру:

Мне уже 25 лет. Через четыре года, когда начнутся Игры в Сочи, мне будет 29. Трудно предположить, что я на тот момент останусь ещё конкурентоспособной, тем более что сейчас я уже очень устала от спорта.

После зимних Олимпийских игр Ван Мэн не остановилась и приняла участие в чемпионате мира в Софии, где выиграла две золотые медали в беге на 500 м и 1000 м и стала 2-й в абсолютном зачёте чемпионата.
7 июня 2011 года в Лицзяне группа китайских шорт-трекисток, включающая олимпийских чемпионок Ван Мэн, Чжоу Ян, Лю Цюхун, возвращалась в свой отель после вечеринки. Они громко кричали и распевали песни, несмотря на позднюю ночь. Вызванный наряд полиции пытался утихомирить спортсменов, но те вступили в драку, и ряд её участников был доставлен в больницу. Средства массовой информации были сильно ограничены в освещении этого инцидента.
16 сентября 2012 года ей было официально разрешено вернуться и 21 сентября, после 13-месячного запрета она вернулась на соревнования и дебютировала на 2-м этапе Национальной лиги в Харбине. Она выиграла в беге на 500 метров, после этого возглавила команду Хэйлунцзяна, выиграв в эстафете. В 2012 году выиграла Кубок мира в сезоне 2012/13 годов на дистанции 500 метров. В 2013 году триумфально выступила на чемпионате мира в Дебрецене, выиграв 4 золота, включая абсолютное первенство.
16 января 2014 года Ван Мэн, которая готовилась к играм в Шанхае, упала во время тренировки после столкновения с товарищем по команде Чэнь Декуанем, что привело к двойному перелому внутренней и наружной костей лодыжки правой стопы, из-за чего была вынуждена пропустить зимние Олимпийские игры 2014 года в Сочи, на которых Ван Мэн считалась одной из главных фавориток. 
В 2014 году она основала компанию Wang Meng Sport Culture Company, которая продает спортивную одежду и конькобежные коньки в Цитайхэ. В октябре 2016 года На всемирной выставке зимних видов спорта в Пекине четырехкратная олимпийская чемпионка заявила, что планирует возглавить ориентированную на развлечения гонку по шорт-треку, а не традиционные гонки на время в своей компании "Wang Meng Sports", чтобы повысить популярность конькобежного спорта в шорт-треке. 

### Результаты на Олимпийских играх
| Олимпийские игры | 500 м | 1000 м | 1500 м | Эстафета |
| ---------------- | ----- | ------ | ------ | -------- |
| 2006 Турин       | 1     | 2      | 3      | DSQ      |
| 2010 Ванкувер    | 1     | 1      | 18     | 1        |

## Карьера тренера
В мае 2018 года Ван Мэн стала главным тренером национальной сборной по конькобежному спорту. В мае 2019 года была назначена главой тренерского штаба национальной команды по конькобежному спорту и шорт-треку, сменив своего учителя и тренера на посту Ли Янь и проработала до мая 2020 года. 
В декабре 2021 года он приняла участие во втором сезоне масштабного спортивного реалити-шоу зимних Олимпийских игр "Завет зимней мечты"

## Интересные факты
- Ван Мэн суеверна и не разрешает другим людям прикасаться к её конькам[9].